# Palito Ortega Matute
Fredy Palito Ortega Matute (Ayacucho, 17 de julio de 1967) fue un director de cine, guionista y productor peruano. Su actual sucesor es Renato Ortega. Se lo considera fundador y pionero del cine regional en el Perú, además de ser el primer director en abordar la homosexualidad, el terror y horror en películas peruanas y es también uno de los directores más reconocidos y populares del cine peruano.
Nació en la ciudad de Huamanga - Ayacucho, mostró su inclinación por la cinematografía desde muy temprana edad y decide comenzar su carrera audiovisual con 19 años de edad. El año 1988 realiza su primera obra documentalista sobre la Semana Santa en Ayacucho, sin embargo, es el año 1993 en el que Palito Ortega ingresa al mundo de la ficción y realiza su primer largometraje “En las garras del vicio”. Desde entonces Palito no ha dejado de producir y dirigir  películas de ficción. Su nombre se debe a la influencia del cantautor argentino apodado “Palito” Ortega, quien para los años 60’ era un gran exponente musical, sus padres Julián y Felicitas, seguidores del mismo, aprovechan el apellido Ortega y deciden otorgarle el nombre como homenaje.
Tiene 9 largometrajes en su haber, entre ellas sus obras más conocidas y proyectadas en distintas provincias del Perú son: Dios Tarda Pero no Olvida 1, Jarjacha: Incesto en Los Andes ,El Rincón de los inocentes, El Pecado, El Demonio de Los Andes y La Casa Rosada.
Sus películas, de diversas temáticas,  enfocan contenidos nacionales basados en creencias y mitos peruanos, pero principalmente temas relacionados al proceso de la violencia política que vivió el país durante los años 80-90. La cantidad de películas que ha realizado hasta el momento lo ubican en un lugar importante en la cinematografía peruana.

## Biografía
Estudió la secundaria en el Colegio Guadalupe de Lima, donde inició su vocación hacia las imágenes en movimiento y que lo lleva a realizar cursos de fotografía y cámara. En 1993 retorna a Huamanga y continua su carrera cinematográfica con “Chicha de jora” (1994), pieza sobre las pandillas juveniles en Huamanga. Paralelamente Palito Ortega cursa estudios de antropología en la Universidad San Cristóbal de Huamanga, y realiza varios documentales de carácter turístico, además de recorrer las zonas alto andinas realizando informes y documentales sobre la post violencia para organismos no gubernamentales.
Palito Ortega es pionero en abordar el género de terror en el Perú con Jarjacha: incesto en Los Andes, una historia mítica de la serranía peruana, contada siempre de manera oral y que eran los abuelos y padres los que narraban sus experiencias con este ser diabólico . Su hermano Yuliano, fallecido en el 2001, adapta la historia oral a un guion cinematográfico, a partir de esta perdida Palito decide llevarla a la pantalla grande en honor a su hermano. Años después completa la trilogía con La Maldición de los Jarjachas y El Demonio de los Andes, siendo esta última estrenada a nivel nacional el 2014.
Palito no ha tenido referentes, pese a que siempre veía películas americanas, europeas y francesas, él siempre apuntaba a un estilo propio, para que el espectador al momento de ver sus trabajos logre reconocer su identidad, que es por lo que tanto deseaba ser reconocido.  Siempre decía que tocar temas que pertenecen a la cultura, tradición y costumbre peruana deben estar siempre asociados para poder darle una identidad correcta al cine peruano. Anteriormente abordó temas sociales, como la inmigración de campesinos a las ciudades debido a los abusos de sendero luminoso en pueblos alejados; también toca temas como el trabajo infantil y el abuso de las fuerzas armadas en Ayacucho en los años 80. 
Algunos proyectos que nunca vieron la luz fueron Chicha de Jora, En las garras del vicio y Tres sin miedo. Chicha de Jora toca el tema de pandillas juveniles luego de la violencia sociopolítica, la cual es interrumpida por propia decisión de Palito ya que las actuaciones no lo convencían.  Tres sin miedo, toca el tema del terror, la cual también fue interrumpida pero esta vez por falta de presupuesto que requería la producción. 
Tenía su propia agencia productora Perú Movie y trabajaba junto a su esposa Nelba Acuña, quien llevaba el cargo de productora ejecutiva en la mayoría de sus películas. 
Palito Ortega venia trabajando más de 15 guiones cinematográficos, proyectando así su carrera para los siguientes 30 años; en paralelo preparaba el estreno de "La Casa Rosada" y la pre - producción de dos películas nacionales. En septiembre de 2017 cae enfermo debido a un tumor en el páncreas, que finalmente termina en cáncer, impidiendo que Ortega siga con su trabajo y se ocupe en recuperar su salud. A finales de enero del 2018 recae y es internado de inmediato, pese a que recibía los tratamientos según el protocolo del cáncer de páncreas, es informado de un cáncer terminal, pasando así sus últimos días junto a sus seres amados. Palito Ortega Matute fallece el 8 de febrero a las 21:15 de 2018 en la ciudad de Lima en brazos de sus hijos y esposa. Deja un gran mensaje a las futuras generaciones de cineastas peruanos, plasmar su identidad y cultura en sus obras cinematográficas.

## La casa rosada
La historia de La Casa Rosada se basa en hechos reales vividos por ciudadanos ayacuchanos en los años 80 y 90, tiempo en el cual muchas veces personas inocentes eran sindicados de terroristas y llevados a la casa rosada para ser interrogados, o como muchas veces para ser torturados a cambio de información que no tenían. Palito fue testigo de esto, él vivió en carne propia estos actos, fue desaparecido aproximadamente un mes y medio. Recuerdo que me contaba su experiencia, como llegaba a conocer a personas que solo escuchaba su voz, pero que jamás pudo verlos a los ojos ya que siempre estaban vendados y que en su mayoría eran desaparecidos. 
Experiencias como esta y más son contadas en su último filme, la cual ganó el concurso de realización de la DAFO en el 2009, la película cuenta la historia de una familia que sobrevivió a la convulsión de los años 80. Adrián (52) y sus hijos, Juan de Dios (9) y María del Carmen (8) se encuentran en medio de dos fuegos, tratan de huir de su pueblo para protegerse, pero el padre es capturado y llevado a “La casa rosada”. El caos y la confusión los ponen a prueba, sobre todo de los niños que intentan sobrevivir y encontrar a su padre desaparecido.
Filmada íntegramente en la ciudad de Huamanga – Ayacucho, recrea la atmósfera de esos años con un diseño de sonido impresionante y una fotografía que busca las locaciones casi intactas de aquella época. En el reparto participan José Luis Adrianzen y los niños Ricardo Bromley y Shantal Lozano. A ellos se unen reconocidos actores como Ramón García, Camila Mac Lenan, Cristhian Esquivel, Rodrigo Viaggio, Fernando Vásquez, el recordado actor Carlos Cano, quien falleció en diciembre de 2015 y Johnny Mendoza fallecido también en febrero de este año.  
La música compuesta por Jorge Luis Cárdenas Sotolongo, cubano radicante en México, logra hacer conexión con Palito para crear una espectacular banda sonora, que ya tiene su premio en el festival NIAFFS International Film Festival – España,  y así como este ya tiene otros reconocimientos importantes en diferentes festivales alrededor del mundo, entre ellos el festival SLEMANI en Irán, Latino Film en San Diego, entre otros. 
Ortega se tomó 4 años de Post - producción para lograr alcanzar estándares técnicos mundiales, pero faltando dos meses para su estreno nacional en Perú fallece por causas del cáncer.

## Filmografía
| Título                                              | Año  | Notas                                                                                            |
| --------------------------------------------------- | ---- | ------------------------------------------------------------------------------------------------ |
| Semana Santa en Ayacucho                            | 1988 | Documental                                                                                       |
| En las garras del vicio                             | 1993 | Largometraje de ficción a cerca de las pandillas juveniles luego de la violencia socio política. |
| Chicha de Jora                                      | 1994 | Proyecto inconcluso.                                                                             |
| Tres sin miedo                                      | 1994 | Cortometraje de terror (No editado).                                                             |
| Dios tarde pero no olvida                           | 1997 | Largometraje de ficción.                                                                         |
| Dios tarde pero no olvida II                        | 1999 | Largometraje de ficción.                                                                         |
| Sangre inocente                                     | 2000 | Tercera entraga de la trilogía Dios tarde pero no olvida                                         |
| Incesto en los Andes: La maldición de los Jarjachas | 2002 | Largometraje de ficción.                                                                         |
| La maldición de los Jarjachas II                    | 2003 | Largometraje de ficción.                                                                         |
| El rincón de los inocentes                          | 2005 | Largometraje de ficción.                                                                         |
| El pecado                                           | 2008 | Película sobre la transexualidad en Ayacucho                                                     |
| El demonio de los andes                             | 2014 | Trilogía Jarjacha                                                                                |
| La casa rosada                                      | 2018 | Película póstuma                                                                                 |
| La ouija.com                                        | 2021 | Proyecto suspendido                                                                              |

## Premios
| Año                                                           | Categoría                            | Trabajo Nominado | Resultado |
| ------------------------------------------------------------- | ------------------------------------ | ---------------- | --------- |
| 2009 Concurso Nacional de Proyectos Cinematográficos Conacine | Proyectos de largometrajes           | La casa rosada   | Ganador   |
| 2016 Semana Internacional de Cine de Autor de Lugo            | Mejor Película de la Sección Oficial | La casa rosada   | Ganador   |